# Neferkare
Neferkare fou un faraó de la dinastia II de l'antic Egipte, de posició i fets desconeguts.
No s'esmenta a la llista d'Abidos; a la de Saqqara, s'esmenta Neferkara i al papir de Torí s'havia traduït com a Neterka (o Neferka), traducció avui qüestionada. Manethó esmenta un rei anomenat Nepherkeres, que hauria regnat vint-i-cinc anys, però això seria una mala interpretació o una exageració.
El seu nom al papir fou transcrit per Gardiner com a Aaka i, probablement, no es podia llegir mai com a "nefer" ni "ankh", mentre que en l'anterior traducció Nfrka deixava aquest nom similar al que apareix a l'altra llista i a la troballa. La diferència entre Aaka i Neferka només es pot explicar per un error de l'escriba, però sembla que aquest error és difícil d'explicar. Si al papir el nom és Aaka, no podria ser identificat amb Neferkare.
No s'ha trobat cap inscripció del seu nom o segell, ni tampoc la seva tomba, que hauria de ser a Saqqara.
El seu successor, segons les llistes de Saqqara i Torí, fou Neferkaseker.